# Maros TV
A Maros TV (románul TV Mureș) egy helyi adó Marosvásárhelyen, amely műsoridejének felét magyarul, másik felét pedig románul közvetíti.

## Vételkörzete
A televízió adásait a következő településeken lehet fogni:
- Marosvásárhely
- Radnót
- Marosludas
- Dicsőszentmárton
- Marosszentgyörgy
- Marosszentkirály